# Bhola
Bhola (chiamata anche Dakhin Shahbazpur) è l'isola più grande del Bangladesh, con una superficie di 1441 km². Si trova all'estuario del fiume Meghna.

## Descrizione
Con una popolazione di 1675000 abitanti (2001) è la 38ª isola più popolata del mondo.
Costituisce il distretto di Bhola della divisione amministrativa del Barisal.

## Storia
Nel 1970 venne colpita da un ciclone molto forte che devastò l'isola, causando numerose vittime e devastando le coltivazioni di riso.
Nel 1975 nell'isola di Bhola si registrò l'ultimo caso conosciuto di vaiolo.
Nel 2005 metà dell'isola fu sommersa dalle acque, provocando oltre 500.000 senza tetto. Gli abitanti di Bhola furono descritti come facenti parte dei primi rifugiati climatici del mondo.